# ورنس چنگی
ورنس چنگی (به فرانسوی: Varennes-Changy) یک کمون در فرانسه است که در Canton of Lorris واقع شده‌است.

## خصوصیات
ورنس چنگی ۲۹٫۷۷ کیلومترمربع مساحت و ۱٬۴۴۱ نفر جمعیت دارد.